# Michel Brodard
Pour les articles homonymes, voir Brodard.
Michel Brodard est un baryton-basse suisse né en 1946 à Fribourg en Suisse.

## Biographie
Il a étudié au Conservatoire de Fribourg où il a obtenu les félicitations du jury. Il chante le répertoire lyrique de toutes les périodes. Des compositeurs contemporains lui ont dédié leurs œuvres qu'il a créées.
Sa collaboration avec Michel Corboz lui a permis d'enregistrer plusieurs albums, en particulier l'Oratorio de Noël de Jean Sébastien Bach.